# لورنس دوهرتي
لورنس دوهرتي (بالإنجليزية: Laurence Doherty)‏ مواليد 08 أكتوبر 1875 في لندن، إنجلترا - الوفاة 21 أغسطس 1919 في إنجلترا، كان لاعب كرة مضرب بريطاني وكان يلعب باليد اليمنى، اعتزل اللعب في 1906. كما أنه أحد أبطال الجراند سلام. أعلى تصنيف له في الفردي كان المركز الـ 1 في سنة 1898. سبق أن شارك في دورة الألعاب الأولمبية الصيفية.

## بطولات حققها
- بطولة ويمبلدون

## النهائيات

### الفردي: الألقاب 6
| النتيجة | السنة | البطولة                     | الأرضية | المنافس      | النتيجة            |
| ------- | ----- | --------------------------- | ------- | ------------ | ------------------ |
| الفوز   | 1902  | ويمبلدون                    | عشبية   | آرثر جور     | 6–4, 6–3, 3–6, 6–0 |
| الفوز   | 1903  | ويمبلدون                    | عشبية   | فرانك ريزيلي | 7–5, 6–3, 6–0      |
| الفوز   | 1903  | بطولة أمريكا المفتوحة للتنس | عشبية   | وليام لارنيد | 6–0, 6–3, 10–8     |
| الفوز   | 1904  | ويمبلدون                    | عشبية   | فرانك ريزيلي | 6–1, 7–5, 8–6      |
| الفوز   | 1905  | ويمبلدون                    | عشبية   | نورمان بروكس | 8–6, 6–2, 6–4      |
| الفوز   | 1906  | ويمبلدون                    | عشبية   | فرانك ريزيلي | 6–4, 4–6, 6–2, 6–3 |

## الميداليات
| الميدالية | المسابقة                       |
| --------- | ------------------------------ |
| ذهبية     | الألعاب الأولمبية الصيفية 1900 |

## روابط خارجية
- لورنس دوهرتي على موقع رابطة محترفي التنس (الإنجليزية)
- لورنس دوهرتي على موقع الاتحاد الدولي لكرة المضرب (الإنجليزية)
- لورنس دوهرتي على موقع كأس ديفيز (الإنجليزية)
- لورنس دوهرتي على موقع قاعة مشاهير كرة المضرب الدولية (الإنجليزية)
- لورنس دوهرتي على موقع أرشيف التنس.كوم (الإنجليزية)
- لورنس دوهرتي على موقع خلاصة التنس.كوم (الإنجليزية)
- لورنس دوهرتي على موقع أوليمبيديا (الإنجليزية)
- لورنس دوهرتي على موقع اللجنة الأولمبية البريطانية (الإنجليزية)